# Arondismentul Boulogne-Billancourt
Arondismentul Boulogne-Billancourt (în franceză Arrondissement de Boulogne-Billancourt) este un arondisment din departamentul Hauts-de-Seine, regiunea Île-de-France, Franța.

## Subdiviziuni

### Cantoane
- Cantonul Boulogne-Billancourt-Nord-Est
- Cantonul Boulogne-Billancourt-Nord-Ouest
- Cantonul Boulogne-Billancourt-Sud
- Cantonul Chaville
- Cantonul Issy-les-Moulineaux-Est
- Cantonul Issy-les-Moulineaux-Ouest
- Cantonul Meudon
- Cantonul Saint-Cloud
- Cantonul Sèvres

### Comune
| 1. Boulogne-Billancourt (92012) | 2. Chaville (92022)    | 3. Issy-les-Moulineaux (92040) | 4. Marnes-la-Coquette (92047) |
| 5. Meudon (92048)               | 6. Saint-Cloud (92064) | 7. Sèvres (92072)              | 8. Vaucresson (92076)         |
| 9. Ville-d'Avray (92077)        |                        |                                |                               |